# Bunaea katangensis
Bunaea katangensis är en fjärilsart som beskrevs av Abel Dufrane 1953. Bunaea katangensis ingår i släktet Bunaea och familjen påfågelsspinnare. Inga underarter finns listade i Catalogue of Life.